# Tháng 11 năm 2020
Trang này dành cho tin tức về các sự kiện xảy ra được báo chí thông tin trong tháng 11 năm 2020. Tháng này, sẽ bắt đầu vào chủ nhật, và kết thúc vào thứ hai sau 30 ngày.

## Thứ 7 ngày 7
- Anh Quốc cấm cửa mọi du khách đến từ Đan Mạch. Thông báo được Luân Đôn đưa ra ngày 07/11/2020 sau khi Đan Mạch cho tiêu hủy hơn 17 triệu con chồn nuôi lấy lông để ngăn chận nguy cơ lây nhiễm virus corona biến chủng từ chồn sang người. (RFI)
- Bầu cử tổng thống Hoa Kỳ 2020
  - CNN, Reuters, NBC, CBS, Fox News đồng loạt đưa tin ông Joe Biden sẽ là tổng thống thứ 46 của nước Mỹ sau khi chiến thắng tại bang Pennsylvania. (Tuổi Trẻ)

## Chủ nhật ngày 8
- Đại dịch COVID-19
  - Mỹ hôm 7/11 ghi nhận thêm hơn 132.700 ca nhiễm nCoV chỉ trong 24 giờ, đánh dấu ngày thứ ba liên tiếp nước này báo cáo số ca nhiễm mới kỷ lục. Đây cũng là ngày thứ tư Mỹ ghi nhận trên 1.000 người chết vì Covid-19, lần đầu tiên kể từ tháng 8 đến nay. (vnExpress)

## Thứ 2 ngày 9
- Mặc dù thua cuộc bầu cử tổng thống, Trump vẫn thay thế Bộ trưởng Quốc phòng. Mark Esper đã chống lại việc sử dụng binh lính chống lại những người biểu tình và bạo loạn của Mỹ. (FAZ)
- Đại dịch COVID-19
  - Đã có vaccine phòng chống virus corona đầu tiên có tác dụng ngăn ngừa được bệnh ở hơn 90% số người được tiêm. Vaccine của hai hãng  Pfizer và BioNTech đã được thử nghiệm trên 43.500 người tại sáu quốc gia, và không gây ra bất kỳ quan ngại nào về an toàn. (BBC)

## Thứ 3 ngày 10
- Thân vương Akishino, em trai Quốc vương Naruhito, sẽ thừa kế ngai vàng vì nhà vua không có con trai. (vnExpress)
- Esper tuyên bố không muốn trở thành "kẻ không dám phản bác" các yêu cầu không hợp lý của Trump, điều khiến ông bị sa thải.  (vnExpress)
- Đảng Liên Đoàn Quốc gia vì Dân Chủ của bà Aung San Suu Kyi ngày 10/11/2020 đã thông báo kết quả bầu cử sơ bộ. Đảng này giành được 322 ghế, thấp hơn lần trước (390). Với số ghế nói trên, đảng của Aung San Suu Kyi có quyền lập chính phủ mới.  (RFI)

## Thứ 4 ngày 11
- Việt Nam có khoảng 200 nghìn người bệnh đột quỵ mới mắc, là nguyên nhân gây tử vong đứng hàng thứ ba, gây tàn phế đứng hàng thứ nhất, trong đó 1/3 số trường hợp mắc bệnh đột quỵ là ở những người trẻ tuổi (từ 40-45 tuổi).  (ĐĐK)
- Toàn bộ nghị sĩ đối lập Hong Kong tuyên bố từ chức sau khi quốc hội Trung Quốc thông qua nghị quyết cho phép chính quyền đặc khu bãi nhiệm nghị sĩ. (vnexpress)
- EU là đối tác thương mại lớn nhất của Anh. Anh xuất sang EU 300 tỷ bảng năm 2019, chiếm 43% xuất khẩu cả nước, và nhập về 372 tỷ (51% nhập khẩu). (BBC)
- Đảng Dân chủ giành được ít nhất 218 ghế, tiếp tục nắm quyền kiểm soát Hạ viện Mỹ, nhưng với ưu thế ít hơn so với nhiệm kỳ trước (vnexpress)
- Ngày 10/11/2020, lãnh đạo của hai nước đầu tàu châu Âu là tổng thống Pháp Emmanuel Macron và thủ tướng Đức Angela Merkel đã gọi điện chúc mừng tổng thống tân cử Mỹ Joe Biden.  (RFI)

## Thứ 5 ngày 12
- Bầu cử tổng thống Hoa Kỳ 2020
  - Do không chấp nhận kết quả thua bầu cử, Tổng thống Donald Trump đã chặn hết thư chúc mừng của các nước gửi cho ông Biden qua Bộ Ngoại giao Mỹ. (Tuổi Trẻ)
- Anh ngày 12-11 tuyên bố Trung Quốc đã phá vỡ hiệp ước song phương quan trọng về Hong Kong khi quyết định cho phép chính quyền thành phố này bãi nhiệm nghị sĩ, đồng thời cảnh báo có thể đáp trả bằng lệnh trừng phạt. (Tuổi Trẻ)
- EU kêu gọi Trung Quốc lập tức hủy nghị quyết cho phép bãi nhiệm nghị sĩ, nói rằng đây là "đòn giáng mạnh" vào quyền tự trị của Hong Kong. (vnExpress)

## Thứ 6 ngày 13
- Sắc lệnh hành pháp được ông Trump ký ngày 12-11 sẽ ngăn chặn các khoản đầu tư từ Mỹ chảy vào những công ty bị Washington cho là có liên quan tới quân đội và các cơ quan an ninh thuộc nhà nước Trung Quốc. (tuoitre)
- Bầu cử tổng thống Hoa Kỳ 2020
  - Tổng thống Mỹ tố phần mềm bầu cử Dominion "xóa" 2,7 triệu phiếu bầu của ông hoặc "chuyển" chúng sang cho đối thủ Joe Biden, nhưng giới chức bầu cử bác bỏ. (vnExpress)
  - Các quan chức bầu cử và an ninh hàng đầu của chính phủ đã phát hành một tuyên bố chung vào thứ Năm tuyên bố dứt khoát rằng cuộc bầu cử tổng thống tuần trước "là cuộc bầu cử an toàn nhất trong lịch sử Hoa Kỳ" và nói rõ rằng "không có bằng chứng" cho thấy bất kỳ hệ thống bầu cử nào đã bị xâm phạm bằng bất cứ cách nào. (FAZ),  (NYT)
  - Trong cuộc gọi ngày 12-11, Đức Giáo hoàng Francis đã chúc mừng và ban phúc lành cho ông Biden. Nếu chính thức bước vào Nhà Trắng, ông Biden sẽ là tổng thống thứ hai trong lịch sử Mỹ theo Công giáo.  (tuoitre)
- Đại dịch COVID-19
  - Hoa Kỳ đã báo cáo hơn 160.000 trường hợp nhiễm coronavirus mới vào thứ Năm, một kỷ lục đáng báo động chỉ hơn một tuần sau ngày đầu tiên lên tới hơn 100.000 ca ở nước này. (NYT)
  - Tại Đức, các cơ quan y tế báo cáo 23.542 ca nhiễm corona mới  trong vòng 24 giờ cho Viện Robert Koch (RKI). Đây là mức cao nhất kể từ khi đại dịch bắt đầu.  (Spiegel)

## Thứ 7 ngày 14
- Bầu cử tổng thống Hoa Kỳ 2020
  - Một toà án phúc thẩm liên bang ở Pennsylvania bác bỏ yêu cầu từ phía đảng Cộng hoà về việc chặn khoảng 9.300 phiếu bầu đến sau ngày bầu cử.  (vnExpress)
  - Chiến dịch tranh cử của Tổng thống Donald Trump đang có thành tích thắng 1 nhưng thua đến một chục vụ kiện liên quan đến cáo buộc gian lận và nỗ lực đòi kiểm phiếu lại trong cuộc bầu cử Mỹ.  (tuoitre)
- Đại dịch COVID-19
  - Thống đốc Andrew Cuomo cáo buộc Trump "cố bắt nạt người khác", sau khi Tổng thống dọa không cấp vaccine Covid-19 cho bang New York.   (vnExpress)
- Đặc vụ Israel được cho là đã bắn chết Abu Muhammad al-Masri trên đường phố Tehran theo chỉ thị từ Mỹ, nhưng không bên nào thừa nhận vụ hạ sát.  (vnExpress),  (NYT)

## Chủ nhật ngày 15
- Bầu cử tổng thống Hoa Kỳ 2020
  - 16 công tố viên liên bang kêu gọi Bộ trưởng Tư pháp Mỹ hủy lệnh điều tra cáo buộc gian lận bầu cử do yêu cầu này "phi thực tế". (vnExpress)
  - Tại Thủ đô Washington DC, 92,8% cử tri đã bỏ phiếu cho Biden. (n-tv)
  - Tổng thống Trump ngày 15/11 dường như lần đầu thừa nhận chiến thắng của đối thủ Joe Biden trong cuộc bầu cử năm nay, song vẫn lặp lại tuyên bố về gian lận. (vnExpress)
- Với "Hiệp định Đối tác Kinh tế Toàn diện Khu vực" (Regional Comprehensive Economic Partnership: RCEP), Trung Quốc và 14 quốc gia châu Á - Thái Bình Dương đã ký kết hiệp định thương mại tự do lớn nhất thế giới. (SZ)

## Thứ 2 ngày 16
- Đồng minh của Trump đang nghiên cứu việc mua lại kênh cánh hữu Newsmax để biến nó thành đối thủ cạnh tranh với Fox News, vốn bị Tổng thống chỉ trích. (vnExpress)
- Bầu cử tổng thống Hoa Kỳ 2020
  - Tổng thống Donald Trump ngày 15/11 viết trên Twitter rằng sẽ sớm có "những vụ kiện lớn" nhằm thay đổi kết quả bầu cử năm nay. Ông tuyên bố "những vụ kiện lớn của chúng tôi sẽ chỉ ra sự vi hiến của cuộc bầu cử tổng thống năm 2020". (vnExpress)
- Đại dịch COVID-19
  - Mỹ đã vượt mốc 11 triệu ca COVID-19 sau khi ghi nhận thêm 1 triệu ca mắc mới chỉ trong 1 tuần, trong bối cảnh nhiều thành phố và bang thực hiện các biện pháp hạn chế mới để ngăn dịch bệnh tiếp tục lan rộng.  (Tuổi Trẻ)

## Thứ 3 ngày 17
- Bầu cử tổng thống Hoa Kỳ 2020
  - Tối cao Pháp Viện Hoa Kỳ (TCPV) không xử vụ đảng Cộng Hòa kiện tiểu bang Pennsylvania tiếp tục nhận phiếu bầu khiếm diện về sau Ngày Bầu Cử.  (nguoi-viet)
  - Ông Robert O’Brien, cố vấn an ninh quốc gia của Tổng thống Donald Trump, hôm Thứ Hai, 16 Tháng Mười  Một, nói rằng ông sẽ bảo đảm là có cuộc chuyển tiếp chuyên nghiệp với các giới chức của Tổng thống Đắc Cử Joe Biden tại Hội đồng An Ninh Quốc gia,  nếu ông Biden được coi là người chiến thắng cuộc bầu cử 2020, và "tình hình hiện nay cho thấy rõ ràng như thế." (nguoi-viet)
  - Ủy ban bầu cử Wisconsin ước tính chi phí kiểm lại phiếu bầu trên toàn bang này rơi vào khoảng 7,9 triệu USD. Chiến dịch tranh cử của Trump sẽ phải trả trước số tiền này nếu yêu cầu kiểm lại phiếu. (Tuổi Trẻ)
  - Paul Ewell, hiệu trưởng một trường đại học ở bang Virginia, từ chức sau khi gây phẫn nộ vì cáo buộc những người bầu cho Biden là "chống Mỹ". (vnExpress)
- Chính quyền Trump thúc giục các công ty khai thác dầu chọn những lô trong Khu Bảo Tồn Hoang Dã Bắc Cực Liên Bang ở tiểu bang Alaska và cấp tốc tiến hành việc khai thác để đặt vào tình thế đã rồi trước khi Tổng thống Đắc Cử Joe Biden nhậm chức. (nguoi-viet)
- Tập đoàn viễn thông Hoa Vi (Huawei) hôm nay 17/11/2020 thông báo đã bán lại nhãn hiệu điện thoại Honor, nhằm cứu vãn nhãn hiệu này trước tình trạng căng thẳng do lệnh trừng phạt của Mỹ gây ra. (RFI)
- Hội Chữ Thập Đỏ ngày 17/11/2020 cảnh báo « cần khẩn cấp đối phó với biến đổi khí hậu, một thảm họa có quy mô còn lớn hơn cả Covid-19 ». (RFI)
- Bà Maia Sandu, 48 tuổi, trở thành nữ tổng thống đầu tiên của Moldova độc lập vào năm 1991, khi Liên Xô tan rã. Theo kết quả vòng chung kết hôm Chủ Nhật 15/11/2020, nhà chính trị thân Liên Âu được 57% số phiếu so với 43%  của đối thủ thân Kremlin, tổng thống mãn nhiệm Igor Dodon. (RFI)
- Vacxava và Budapest hôm 16/11/2020 đã phủ quyết kế hoạch tái thúc đẩy 750 tỉ euro và ngân sách châu Âu 2021-2027, để phản đối quy định phân phối ngân sách châu Âu phải đi kèm với việc tôn trọng Nhà nước pháp quyền. (RFI)

## Thứ 4 ngày 18
- Lầu Năm Góc vạch ra kế hoạch giảm số lượng lực lượng Mỹ tại Afghanistan từ khoảng 4.500 xuống 2.500 vào giữa tháng Giêng. Số quân ở Iraq cũng sẽ giảm xuống từ 3.000 còn 2.500. (aljazeera)
- Bầu cử tổng thống Hoa Kỳ 2020
  - Trong một bức thư ngỏ được công bố ngày 17/11, các thành viên của hàng loạt hiệp hội y khoa Mỹ kêu gọi chính quyền Tổng thống Donald Trump nhanh chóng chia sẻ dữ liệu về Covid-19 với đội ngũ của Biden nhằm tránh trì hoãn nỗ lực chống dịch. (vnExpress)
  - Tổng thống Mỹ Donald Trump ngày 18-11 thông báo đã sa thải giám đốc Cơ quan An ninh mạng và an ninh hạ tầng (CISA) Chris Krebs, cáo buộc ông này đã đưa ra tuyên bố "rất không chính xác" về an ninh bầu cử Mỹ. (Tuổi Trẻ)
- Hạ viện Nga thông qua dự luật trao quyền miễn trừ truy cứu trách nhiệm hình sự trọn đời cho cựu tổng thống đối với bất kỳ hành vi phạm tội nào. (vnExpress)

## Thứ 5 ngày 19
- Báo cáo Thực trạng Dân số Thế giới năm 2020 ước tính Việt Nam sẽ thiếu hụt 40.800 trẻ sơ sinh gái mỗi năm do tâm lý thích con trai và lựa chọn giới tính khi sinh. (Zing)
- Bộ Ngoại giao Anh mới cho biết đã cùng với Canada lên tiếng với chính phủ Việt Nam về vụ bắt giữ các cá nhân, trong đó có ký giả tự do Phạm Đoan Trang, mà họ nói là nhằm hạn chế tự do ngôn luận. (VOA)
- Một cuộc khảo sát thường niên của các tổ chức Nhật Bản và Trung Quốc công bố cách đây hai ngày cho thấy tỉ lệ người Nhật có ấn tượng xấu về Trung Quốc lên đến 89,7%, tăng 5% so với năm trước. Lý do: nhiều người cho biết tàu Trung Quốc xâm nhập vùng biển Senkaku/Điếu Ngư, và hành vi bất chấp luật pháp quốc tế của Bắc Kinh trên Biển Đông. (RFI)
- Chỉ huy quân sự cao cấp nhất của Úc hôm nay 19/11/2020 nhìn nhận có các bằng chứng khả tín cho thấy lực lượng đặc biệt của nước này đã sát hại 39 thường dân và người Afghanistan không vũ trang. Tướng Angus Campbell ngỏ lời xin lỗi và khuyến cáo nên truy tố về tội ác chiến tranh. (RFI)
- Đại dịch COVID-19
  - Một phần tư triệu người Mỹ đã chết vì coronavirus, vượt qua con số Dr. Anthony Fauci đã dự đoán vào tháng Ba, vẫn chưa có thể thấy được là khi nào nó sẽ chấm dứt. (NYT)
- Bầu cử tổng thống Hoa Kỳ 2020
  - Số phiếu bầu được đếm cho Tổng thống Đắc Cử Joe Biden nay đang tiến gần tới mức 80 triệu, trong lúc việc kiểm phiếu trong các khu vực thành trì của phía Dân Chủ vẫn còn tiếp tục. (nguoi-viet)
  - Ủy ban Bầu cử Wisconsin cho hay sẽ cho đếm lại phiếu ở hai quận hạt có đông cử tri Dân chủ là Milwaukee và Dane, sau khi ban vận động của ông Trump trả 3 triệu đô la chi phí so với phí tổn ước tính là 7,9 triệu đô để kiểm phiếu lại toàn bang. (VOA)
  - Hạt Wayne, Michigan, Mỹ, bất ngờ thay đổi quyết định trong đêm 17-11, bỏ phiếu thông qua việc xác nhận kết quả bầu cử tổng thống chỉ vài giờ sau đợt bỏ phiếu bế tắc 2-2 trước đó.  (Tuổi Trẻ)
  - Thủ tướng Ấn Độ Narendra Modi đã điện đàm cùng tổng thống đắc cử Joe Biden (do truyền thông công nhận) để chúc mừng chiến thắng của ông Biden trong cuộc bầu cử 2020 và tuyên bố điều này cho thấy sức mạnh của nền dân chủ Mỹ. (Tuổi Trẻ)
  - Các đài nhỏ cánh hữu như OANN, Newsmax thu hút người ủng hộ Tổng thống Mỹ Donald Trump vì tức giận Đài Fox News trở mặt. Newsmax, đến nay vẫn cho rằng ông Trump thắng bầu cử, đã đạt 1 triệu người xem tuần trước. (Tuổi Trẻ)
- Hoa Kỳ hôm qua 18/11/2020 đã cho phép Boeing 737 MAX lại được hoạt động sau hai năm bị cấm bay, vì xảy ra hai tai nạn làm 346 người thiệt mạng.  (RFI)
- Ở tuổi 80 bà Nancy Pelosi vẫn nhận được sự tín nhiệm từ các nghị sĩ Đảng Dân chủ và được đảng này chọn là người giữ cương vị chủ tịch Hạ viện Mỹ trong khóa tới đây. (Tuổi Trẻ)
- Gần 900.000 cuốn "Miền đất hứa" của Obama được bán tại Bắc Mỹ trong 24 giờ đầu tiên, hứa hẹn sẽ trở thành hồi ký tổng thống bán chạy nhất. (vnExpress)
- Tướng Thổ Nhĩ Kỳ Eslen nói F-35 không tàng hình được trước S-400 Nga, cảnh báo Ankara sẽ dùng tên lửa này đối phó nếu Athens mua tiêm kích Mỹ. (vnExpress)

## Thứ 6 ngày 20
- Việt Nam đe dọa đóng cửa Facebook nếu tập đoàn truyền thông xã hội này không nhượng bộ áp lực của Hà Nội đòi siết chặt hơn nữa việc kiểm duyệt các nội dung chính trị ở trong nước trên nền tảng Facebook. (BBC)
- Dự luật hải cảnh sửa đổi của Trung Quốc trao cho lực lượng hải cảnh nước này quyền sử dụng vũ khí tối tân để phá hủy tàu thuyền của các nước 'xâm phạm vùng biển của Trung Quốc'. (vnexpress)
- Bầu cử tổng thống Hoa Kỳ 2020
  - Chiến thắng của Joe Biden ở Georgia đã được tái khẳng định sau khi bang kết thúc việc kiểm phiếu lại gần năm triệu phiếu bầu. (NYT)
  - Các thẩm phán tiểu bang ở Arizona và Pennsylvania và một thẩm phán liên bang ở Georgia đã bác bỏ các vụ kiện liên quan đến bầu cử hôm thứ Năm từ đảng Cộng hòa và chiến dịch Trump. (cnn), (vnexpress)
  - Trong cuộc họp báo hôm qua ở Washington, Rudy Giuliani, luật sư riêng của Tổng thống Trump, cho rằng nhiều quan chức bầu cử đảng Dân chủ ở những hạt sử dụng máy bỏ phiếu của Dominion đã thực hiện "âm mưu có tổ chức" nhằm chuyển phiếu bầu cho Biden và "tước đoạt" chiến thắng của Trump. (vnexpress)
  - Hai ủy viên Cộng hòa trong Hội đồng Chứng nhận Bầu cử hạt Wayne, bang Michigan, muốn hủy quyết định công nhận kết quả kiểm phiếu một ngày trước. (vnexpress)
  - Chiến dịch tranh cử của Tổng thống Mỹ Donald Trump ngày 19-11 thông báo rút khiếu kiện kết quả kiểm phiếu tại tiểu bang Michigan. (Tuổi Trẻ)
  - Hai thượng nghị sĩ Cộng Hòa Mitt Romney (Utah) và  Ben Sasse (Nebraska) lên tiếng mạnh mẽ đả kích các nỗ lực của Tổng thống Donald Trump và các luật sư của ông nhằm tìm cách thuyết phục các chính trị gia cấp địa phương và tiểu bang hủy bỏ kết quả bầu cử TT, dù đã thua phiếu ông Joe Biden. (nguoi-viet)
- Đại dịch COVID-19
  - Joe Biden cam kết không đóng cửa nền kinh tế khi Mỹ tiếp tục chiến đấu với đại dịch Covid-19, nhưng có thể áp lệnh đeo khẩu trang toàn quốc. (vnexpress)
  - Ba nghị sĩ đảng Cộng hòa đề nghị Hạ viện bang Michigan luận tội Thống đốc Gretchen Whitmer, một thành viên đảng Dân chủ,  vì ban hành các hạn chế mới ngăn Covid-19. (vnexpress)
  - Gần 79.000 người được chữa trị vì COVID tại các bệnh viện trên toàn nước Mỹ vào ngày 19/11, cao nhất hơn bất kỳ thời điểm nào trong đại dịch. (VOA)

## Thứ 7 ngày 21
- Cơ quan An ninh điều tra Bộ Công an đã ra bản kết luận điều tra vụ "Chiếm đoạt tài liệu bí mật nhà nước" tại Hà Nội, chuyển hồ sơ đến Viện Kiểm sát để truy tố 4 bị can, trong đó có ông Nguyễn Đức Chung. (BBC)

## Chủ nhật ngày 22
- Người đứng đầu chính phủ Tây Tạng lưu vong đã đến thăm Nhà Trắng ở Mỹ lần đầu tiên trong sáu thập niên, một hành động có thể khiến Trung Quốc tức giận hơn nữa.  (VOA)
- Bầu cử tổng thống Hoa Kỳ 2020
  - Thẩm phán liên bang bác đơn kiện từ chiến dịch tranh cử của Trump, bên muốn tòa vô hiệu hóa hàng triệu phiếu bầu qua thư tại Pennsylvania.  (reuters) Lưu trữ ngày 30 tháng 11 năm 2020 tại Wayback Machine, (vnexpress)
  - Georgia sẽ tiến hành thêm một cuộc kiểm phiếu lại sau khi chiến dịch tranh cử của Trump đưa ra yêu cầu vào ngày 21/11. (vnexpress)

## Thứ 2 ngày 23
- Nhà hoạt động dân chủ Hong Kong Joshua Wong và hai nhà đấu tranh khác, Ivan Lam và Agnes Chow, đang đối mặt với viễn cảnh ngồi tù sau khi nhận tội tụ tập trái pháp luật trong cuộc biểu tình đông người năm ngoái. (BBC)
- Cựu tổng thống Pháp Nicolas Sarkozy hôm nay hầu tòa với cáo buộc âm mưu hối lộ các thẩm phán, trở thành cựu tổng thống Pháp đầu tiên bị xét xử vì cáo buộc tham nhũng, liên quan tới vụ án từ năm 2014. (vnexpress)

## Thứ 3 ngày 24
- Bầu cử tổng thống Hoa Kỳ 2020
  - Văn phòng Quản trị Dịch vụ Công (General Services Administration - GSA) thông báo cho tổng thống tân cử Joe Biden, rằng chính quyền tổng thống Trump đã sẵn sàng để bắt đầu tiến trình chuyển giao quyền lực chính thức. (VOA)
- Trong cuốn sách mới dự kiến ra mắt ngày 1-12, lần đầu tiên Giáo hoàng Francis dùng cụm từ 'bị ngược đãi' khi nói về những người Duy Ngô Nhĩ ở Tân Cương, Trung Quốc. (Tuổi Trẻ)

## Thứ 4 ngày 25
- Sau khi bị cảnh sát triệu tập ngày 25/11/2020, 12 nhà tổ chức phong trào ủng hộ dân chủ tại Thái Lan bị truy tố vì tội khi quân. Một cuộc tuần hành mới dự kiến diễn ra cùng ngày ở Bangkok để lên án hoàng gia mập mờ về tài chính. (RFI)
- Tổng thống Thái Anh Văn ngày 24/11/2020 loan báo Đài Loan sẽ tự đóng các tàu ngầm để bảo vệ chủ quyền trước Trung Quốc, một dự án quan trọng được Hoa Kỳ hỗ trợ. (RFI)
- Ngày 24/11/2020, Ấn Độ ra lệnh cấm 43 ứng dụng Trung Quốc trên điện thoại di động, bao gồm cả ứng dụng thương mại điện tử Aliexpress của Alibaba, trong một làn sóng trừng phạt mới nhắm vào Trung Quốc. (RFI)
- Bầu cử tổng thống Hoa Kỳ 2020
  - Ba tuần sau khi bầu cử kết thúc, Tòa Bạch Ốc bắt đầu chuẩn thuận nộp Báo Cáo Tổng thống hằng ngày cho Tổng thống đắc cử Joe Biden, một giới chức hành pháp cho biết ngày 24 Tháng Mười Một. (nguoi-viet)
  - Tính tới tối 24/11, ứng viên đảng Dân chủ Joe Biden đã giành được hơn 80.011.000 phiếu bầu, trong khi Tổng thống Donald Trump nhận hơn 73.800.000 phiếu. Biden và Trump đã trở thành ứng viên có số phiếu bầu phổ thông cao nhất và cao thứ hai trong lịch sử nước Mỹ. (vnexpress)

## Thứ 5 ngày 26
- Tại Thái Lan hôm 25/11, hàng nghìn người biểu tình kêu gọi Quốc vương Maha Vajiralongkorn nhường lại quyền kiểm soát khối tài sản hoàng gia trị giá hàng chục tỷ USD. (VOA)
- Tổng thống Mỹ Donald Trump ân xá cho cựu cố vấn an ninh quốc gia Michael Flynn, người đã nhận tội khai man với FBI.  (BBC)
- Đại dịch COVID-19
  - Theo số liệu từ Đại học John Hopkins, nước Mỹ ngày 25-11 ghi nhận tăng 2.439 ca tử vong vì COVID-19 trong 24 giờ, con số cao nhất trong 6 tháng qua, tổng cộng 262.080 ca tử vong, số ca bệnh cũng tăng gần 200.000 ca mới. (Tuổi Trẻ)

## Thứ 6 ngày 27
- Đại dịch COVID-19
  - Mỹ ghi nhận thêm 181.490 ca nhiễm, 2.297 ca tử vong và 89.959 ca nhập viện trong 24 giờ qua. Đây là mức tăng hàng ngày lớn nhất tại Mỹ kể từ tháng 5, đưa tổng số ca lên 13.237.297, trong đó 269.440 người đã chết. (vnExpress)
- SSE, một công ty cung cấp điện của Scotland, và Equinor, một công ty năng lượng Na Uy, thông báo sẽ đầu tư 6 tỷ bảng Anh (8 tỷ đô la) vào dự án điện gió ngoài khơi lớn nhất thế giới. Dự án này có tổng công suất 2,4 gigawatt (đủ cung cấp cho 4 triệu ngôi nhà). (finanzen) Lưu trữ ngày 5 tháng 12 năm 2020 tại Wayback Machine
- Quân đội Úc hôm nay sa thải 13 thành viên lực lượng đặc nhiệm, sau khi nhận được báo cáo về vụ sát hại 39 dân thường và tù nhân Afghanistan. (RFI)
- 337 người bị kết án tù chung thân hôm qua vì có liên quan đến âm mưu đảo chính năm 2016, trong số đó có một số sĩ quan và phi công đã oanh kích Nghị Viện ở Ankara. Cho đến nay, đã có gần 3.000 người bị kết án chung thân. (RFI)
- Mohsen Fakhrizadeh, một nhà khoa học được cho là người đứng đầu chương trình hạt nhân của Iran, đã bị phục kích và sát hại ngay tại thủ đô Tehran ngày 27-11. Lãnh đạo Cộng hòa Hồi giáo Iran lập tức cáo buộc Israel đứng đằng sau vụ ám sát.  (Tuổi Trẻ)

## Thứ 7 ngày 28
- Bầu cử tổng thống Hoa Kỳ 2020
  - Cựu giám đốc cơ quan an ninh bầu cử Mỹ, bị Tổng thống Mỹ Donald Trump sa thải hôm 17/11, cho rằng cáo buộc gian lận của Trump và các đồng minh là "khôi hài" và vô căn cứ. (vnExpress), (businessinsider)
- Cơ quan Dịch vụ Y tế Quốc gia Anh (NHS) thông báo sẽ thử nghiệm với 165.000 người bệnh phương pháp xét nghiệm máu có thể phát hiện 50 loại ung thư do Mỹ phát triển. (Tuổi Trẻ)

## Chủ nhật ngày 29
- Hàng chục nghìn người khắp nước Pháp đổ ra đường biểu tình phản đối điều khoản trong dự luật an ninh hạn chế người dân đăng ảnh, video cảnh sát. (vnExpress)
- Nhà lãnh đạo Hong Kong Carrie Lam cho biết bà đang giữ "cả đống tiền mặt" ở nhà vì không có tài khoản ngân hàng, sau khi Mỹ áp đặt các biện pháp trừng phạt lên bà và nhiều quan chức khác.  (Tuổi Trẻ)
- Trung Quốc sẽ áp thuế đối với rượu vang Úc lên đến 212%, bắt đầu từ thứ Bảy 28/11. Bộ Thương mại nước này cho biết đây là các biện pháp chống bán phá giá tạm thời để ngừng nhập khẩu rượu vang Úc được trợ giá.  (BBC)
- Người biểu tình Thái Lan hôm nay tiếp tục tràn xuống đường tuần hành, thách thức quyền kiểm soát của nhà vua đối với một số đơn vị quân đội. Động thái này là nhằm phản đối việc quân đội sự can dự của quân đội vào chính trường. (vnExpress)
- Đại dịch COVID-19
  - Hôm qua 28/11/2020, Ba Lan ghi nhận gần 600 ca tử vong trong vòng 24 giờ, so với con số 686 ca tử vong của Ý, trong khi dân số của Ba Lan chỉ bằng hơn 60% dân số của Ý. Tỉ lệ xét nghiệm dương tính của Ba Lan hiện giờ ở mức cao nhất Liên Hiệp Châu Âu.  (RFI)